# 阿尔蒙特 (安大略省)
阿尔蒙特（Almonte）是加拿大安大略省拉纳克县的一个小镇，人口约5,000（2005年）。
篮球运动的发明人詹姆斯·奈史密斯于1861年出生于此。